# Edwin Keith Thomson

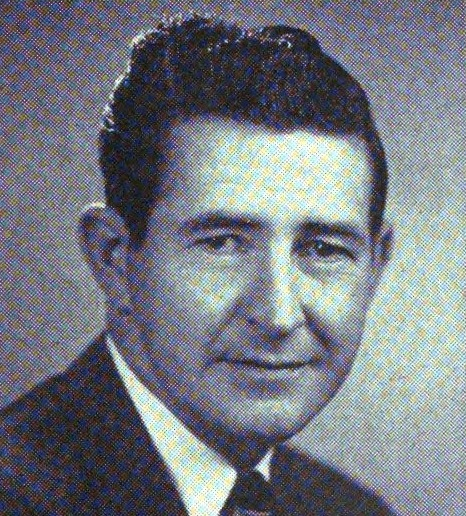
Edwin Keith Thomson (1959)

Edwin Keith Thomson (* 8. Februar 1919 in New Castle, Wyoming; † 9. Dezember 1960 in Cody, Wyoming) war ein US-amerikanischer Politiker. Zwischen 1955 und 1960 vertrat er den Bundesstaat Wyoming im US-Repräsentantenhaus.

## Frühe Jahre
Edwin Thomson besuchte die öffentlichen Schulen in Beulah und in Spearfish (South Dakota). Danach studierte er bis 1941 an der juristischen Fakultät der University of Wyoming Jura. Während des Zweiten Weltkriegs war er Oberstleutnant einer Infanterieeinheit der US Army. Nach dem Krieg war Thomson Rechtsanwalt in Cheyenne.

## Politische Laufbahn
Edwin Thomson wurde Mitglied der Republikanischen Partei, deren Republican National Convention er 1952 als Delegierter besuchte. Auf diesem Parteitag wurde General Dwight D. Eisenhower als Präsidentschaftskandidat nominiert. Von 1952 bis 1954 war Thomson Abgeordneter im Repräsentantenhaus von Wyoming. Bei den Kongresswahlen des Jahres 1954 wurde er als Nachfolger von William Henry Harrison ins US-Repräsentantenhaus gewählt. Zwei Jahre später wurde er in diesem Mandat von den Wählern Wyomings bestätigt. Im Jahr 1960 bewarb er sich nicht um eine dritte Amtszeit. Stattdessen kandidierte er erfolgreich für einen Sitz im US-Senat. Seine Amtszeit als Abgeordneter wäre noch bis zum 3. Januar 1961 gelaufen. Am gleichen Tag hätte er sein neues Mandat im Senat antreten sollen. Zu alldem kam es aber nicht mehr, weil Edwin Thomson am 9. Dezember 1960 verstarb. Thomson wurde auf dem Nationalfriedhof Arlington beigesetzt.
Seine Ehefrau Thyra Thomson (1916–2013) fungierte von 1963 bis 1987 als Secretary of State von Wyoming.